# Scheeßel
Scheeßel è un comune di 12.962 abitanti della Bassa Sassonia, in Germania.
Appartiene al circondario (Landkreis) di Rotenburg (Wümme) (targa ROW).
Il territorio comunale comprende le frazioni di Abbendorf, Bartelsdorf, Hetzwege, Jeersdorf, Ostervesede, Sothel, Westeresch, Westerholz, Westervesede, Wittkopsbostel e Wohlsdorf.